# Stenopogon atrox
Stenopogon atrox är en tvåvingeart som beskrevs av H. Oldroyd 1974. Stenopogon atrox ingår i släktet Stenopogon och familjen rovflugor. Inga underarter finns listade i Catalogue of Life.